# 顏延齡
顏延齡（葡萄牙語：Ngan In Leng，1948年—），SLM，男，福建晉江人，澳門商人，全國政協委員。

## 生平
福建晉江安海镇長大，1980年移居澳門，開始從商。顏延齡的生意由從福建進口林材到澳門興建體育館開始，回歸前後開始擔任澳門及中國大陸的公職。

## 經營業務
顏延齡為澳門寶盛集團總裁，集團於1989年與中國（福建）對外貿易中心集團合辦，屬下企業業務遍佈各行業，包括建築、貿易、紡織、化工、投資等，公司在澳門、台北、新加坡、洛杉磯等地。
此外，他亦擅長與政界中人建立生意關係。他曾與賈慶林及其妻子林幼芳於1986年合辦「惠海旅遊服務公司」，曾一度壟斷福建省到澳門的旅遊及簽證。
2006年任澳門非凡航空集團主席，當時的澳門特首何厚鏵的已故胞兄何厚炤亦曾是公司股東。不過，該公司因為財務及營運問題，於2010年3月底遭澳門政府停牌。

## 政治職務
- 第九届全国政协委员
- 福建省政協常委

### 其他公職
- 澳門福建同鄉總會會長
- 澳門中華媽祖基金會主席

## 榮譽
2007年獲澳門特別行政區政府頒發銀蓮花勛章。